# Harmothoe benthophila
Harmothoe benthophila är en ringmaskart. Harmothoe benthophila ingår i släktet Harmothoe och familjen Polynoidae.

## Underarter
Arten delas in i följande underarter:
- H. b. bimucronata
- H. b. intermedia